# Tanypus distans
Tanypus distans är en tvåvingeart som först beskrevs av Jean-Jacques Kieffer 1909.  Tanypus distans ingår i släktet Tanypus och familjen fjädermyggor.
Artens utbredningsområde är Tyskland. Inga underarter finns listade i Catalogue of Life.